# Роберта Мецола
Роберта Мецола Тедеско Тріккас або Роберта Метсола (мальт. Roberta Metsola Tedesco Triccas; нар. 18 січня 1979, Сент-Джуліан, Мальта) — мальтійська політична діячка. Голова Європейського парламенту з 18 січня 2022 року.

## Життєпис
Професійну кар'єру до політики Роберта Мецола почала 2002 року. Працювала дипломатом із правової та судової співпраці в постійному Представництві Мальти при Європейському Союзі. З 2002 року працювала на посаді генерального секретаря Європейської демократичної студентської організації. З 2012 до 2013 року працювала юрисконсультом Верховного представника ЄС із питань закордонних справ та політики безпеки Кетрін Ештон.
З 2013 року — Депутат Європейського парламенту від Мальти. З 12 листопада 2020 до 18 січня 2022 року — Перший віцепрезидент Європейського парламенту.
З 11 січня 2022 року, після смерті президента Давида Сассолі, виконувала обов'язки Голови Європейського парламенту.
16 липня 2024 року Мецолу переобрана президентом Європарламенту на 2,5 роки.

## Роберта Мецола та Україна
1 квітня 2022 р. відвідала Київ з робочим візитом. Під час візиту на спільному брифінгу з головою ВРУ Русланом Стефанчуком заявила: «Україну визнаємо кандидатом на вступ до ЄС офіційно і швидко. Це я обіцяю вам від Європейського парламенту». Вона також наполягла на подальших санкціях проти РФ і пообіцяла допомогу в післявоєнній відбудові українських міст.
29 червня 2022 року Мецола разом з Ірпінським мером Маркушиним та головою Фонду відновлення Ірпеня Володимиром Карплюком відкрила в Брюсселі фотовиставку «Зруйнований, але нескорений Ірпінь».
У грудні 2022 року в Ірпені за ініціативи товариства «Відважних» з'явилися білборди з подякою лідерам країн Європи та США та підтримку України у боротьбі з російською агресією. Після цього Президентка Європарламенту Мецола подякувала українцям за те, що вони «надихнули світ». Вона написала, що вона була зворушена, побачивши білборд зі своїм портретом і словами подяки.
9 травня 2024 року, як голова Європарламенту, Мецола прибула з візитом до Києва.

## Родина
- Чоловік — фін Укко Мецола (іноді пишуть Укко Метсола), теж євродепутат[4].
- Має чотирьох дітей.

## Нагороди
- Орден княгині Ольги I ступеня (Україна, 31 березня 2022) — за вагомий особистий внесок у консолідацію міжнародної підтримки України у протистоянні російській агресії[17].
- Орден «За заслуги» І ступеня (Україна, 23 серпня 2022) — за значні особисті заслуги у зміцненні міждержавного співробітництва, підтримку державного суверенітету та територіальної цілісності України, вагомий внесок у популяризацію Української держави у світі[18].